# Calliteara
Calliteara es un género de polillas perteneciente a la familia Lymantriidae (o a la Erebidae según las clasificaciones).

## Especies
- Grupo pudipunda
  - Calliteara argentata (Butler, 1881)
  - Calliteara cerigoides  (Walker, 1862)
  - Calliteara grotei  (Moore, 1859)
  - Calliteara horsfieldii  (Saunders, 1851)
  - Calliteara pudibunda  (Linnaeus, 1758)
  - Calliteara zelotica (Collenette, 1932)
- Grupo strigata
  - Calliteara strigata (Moore, 1879)
- Grupo varia
  - Calliteara diplozona (Collenette, 1932)
  - Calliteara lairdae (Holloway, 1976)
  - Calliteara pseudolairdae Holloway, 1999
  - Calliteara varia (Walker, 1855)
- Grupo angulata
  - Calliteara angulata (Hampson, 1895)
  - Calliteara aphrasta (Collenette, 1938)
  - Calliteara argyroides (Collenette, 1932)
- Grupo minor
  - Calliteara box Holloway, 1991
  - Calliteara cox Schintlmeister, 1994
  - Calliteara minor (Bethune-Baker, 1904)
- Grupo fidjiensis
  - Calliteara fidjiensis (Mabille & Vuillot, 1890)
  - Calliteara nandarivatus (Robinson, 1968)
- Grupo indeterminado
  - Calliteara abietis  (Denis & Schiffermüller, 1775)
  - Calliteara angiana  (Joicey & Talbot, 1916)
  - Calliteara apoblepta  (Collenette, 1955)
  - Calliteara arizana (Wileman, 1911)
  - Calliteara baibarana (Matsumura, 1927)
  - Calliteara brunnea  (Bethune-Baker, 1904)
  - Calliteara contexta Kishida, 1998
  - Calliteara enneaphora  (Collenette, 1955)
  - Calliteara farenoides  (Lucas, 1892)
  - Calliteara flavobrunnea  (Robinson, 1969)
  - Calliteara fortunata  (Rogenhofer, 1891)
  - Calliteara hesychima  (Collenette, 1955)
  - Calliteara kaszabi  (Daniel, 1969)
  - Calliteara katanga  (Collenette, 1938)
  - Calliteara kenricki  (Bethune-Baker, 1904)
  - Calliteara kikuchii (Matsumura, 1927)
  - Calliteara lunulata (Butler, 1887)
  - Calliteara multilineata (Swinhoe, 1917)
  - Calliteara polioleuca  (Collenette, 1955)
  - Calliteara postfusca (Swinhoe, 1895)
  - Calliteara pura  (Lucas, 1892)
  - Calliteara saitonis (Matsumura, 1927)
  - Calliteara subnigra  (Bethune-Baker, 1904)
  - Calliteara subnigropunctata  (Bethune-Baker, 1904)
  - Calliteara taiwana (Wileman, 1910)
  - Calliteara wandammena  (Bethune-Baker, 1916)